# The Lunatic at Large (film 1927)
The Lunatic at Large è un film muto del 1927 diretto da Fred C. Newmeyer. Il soggetto è basato sul libro The Lunatic at Large di J. Storer Clouston, pubblicato nel 1899 che aveva già ispirato nel 1921 una precedente versione, sempre dal titolo The Lunatic at Large, film britannico prodotto dalla Hepworth.

## Produzione
Il film fu prodotto dalla First National Pictures. Venne girato nei Metro-Goldwyn-Mayer Studios a Hollywood.

## Distribuzione
Distribuito dalla First National Pictures, uscì nelle sale cinematografiche statunitensi il 2 gennaio 1927.